# Okręg wyborczy Bradford East
Okręg wyborczy Bradford East powstał w 1885 r. i wysyłał do brytyjskiej Izby Gmin jednego deputowanego. Okręg obejmował wschodnią część miasta Bradford. Został zlikwidowany w 1974 r. Okręg zostanie przywrócony przy najbliższych wyborach parlamentarnych w 2010 r.

## Deputowani do brytyjskiej Izby Gmin z okręgu Bradford East
- 1885–1886: Angus Holden, Partia Liberalna
- 1886–1892: Henry Byron Reed, Partia Konserwatywna
- 1892–1895: William Sproston Caine, Partia Liberalna
- 1895–1896: Henry Byron Reed, Partia Konserwatywna
- 1896–1906: Ronald Henry Fulke Greville, Partia Konserwatywna
- 1906–1918: William Edward Briggs Priestley, Partia Liberalna
- 1918–1922: Charles Edgar Loseby, Partia Narodowo-Demokratyczna i Pracy
- 1922–1924: Frederick William Jowett, Partia Pracy
- 1924–1929: Thomas Fenby, Partia Liberalna
- 1929–1931: Frederick William Jowett, Partia Pracy
- 1931–1945: Joseph Hepworth, Partia Konserwatywna
- 1945–1966: Frank McLeavy, Partia Pracy
- 1966–1974: Edward Lyons, Partia Pracy